# Gassaway
Gassaway é uma cidade  localizada no estado norte-americano de Virgínia Ocidental, no Condado de Braxton.

## Demografia
Segundo o censo norte-americano de 2000, a sua população era de 901 habitantes.
Em 2006, foi estimada uma população de 882, um decréscimo de 19 (-2.1%).

## Geografia
De acordo com o United States Census Bureau tem uma área de
3,1 km², dos quais 3,1 km² cobertos por terra e 0,0 km² cobertos por água. Gassaway localiza-se a aproximadamente 253 m acima do nível do mar.

## Localidades na vizinhança
O diagrama seguinte representa as localidades num raio de 32 km ao redor de Gassaway.